# پیشنهاد سرآشپز
پیشنهاد سرآشپز (انگلیسی: Chef's Special) با نام خارج از منو (اسپانیایی: Fuera de carta‎) فیلمی اسپانیایی است که در سال ۲۰۰۸ منتشر شد و تمرکز آن بر همجنس‌گرایی و تصمیم به برملا کردن است، مردانی که با زنان رابطه داشته‌اند تا تمایلات جنسی واقعی خود را پنهان کنند، تا جایی که حتی با آن زنان بچه‌دار هم شده‌اند. این فیلم کنکاشی دربارهٔ موضوع والدین مجرد است. خاویر کامارا و فرناندو تخه‌رو بابت ایفای نقش در این فیلم نامزد دریافت جایزهٔ گویا شدند.

## گزیدهٔ بازیگران
- خاویر کامارا[۲]
- فرناندو تخه‌رو[۲]
- لولا دوئنیاس[۲]
- بنخامین بیکونیا[۲]
- چوس لامپره‌آبه[۲]
- کریستینا مارکوس[۲]
- الکساندرا خیمنس[۲]